# Ginkgoaceae

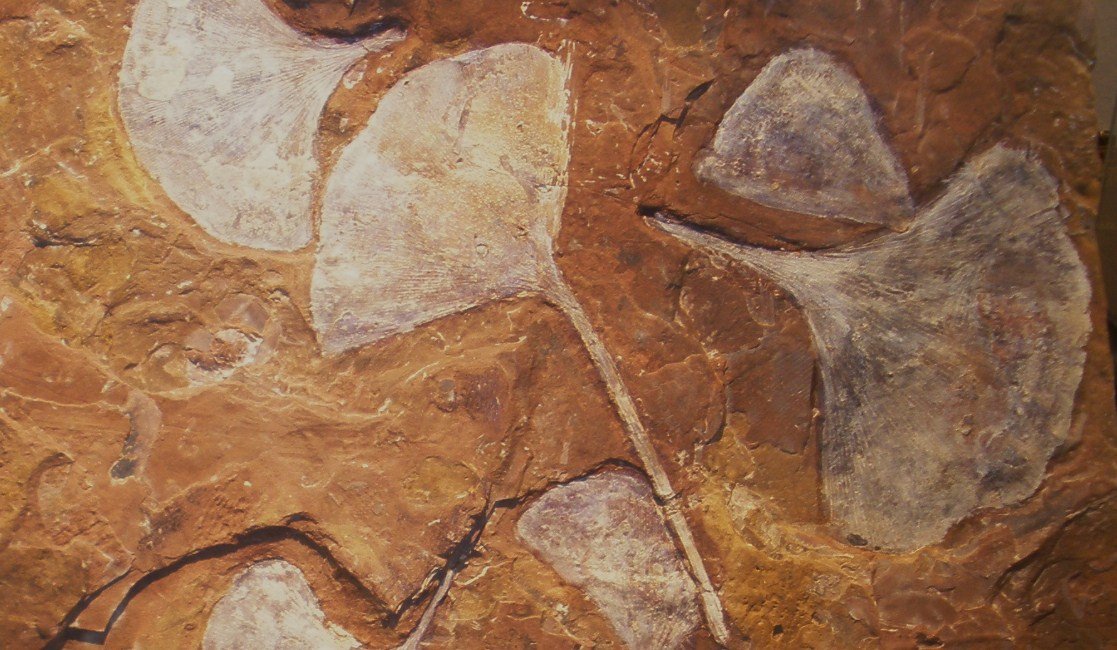
Fósil del Paleoceno

Las Ginkgoaceae —una familia de Ginkgoales— son gimnospermas arbóreas con un único representante vivo actual, del género Ginkgo y especie Ginkgo biloba.

## Descripción
A diferencia de las cícadas, y como casi todas las demás gimnospermas, son árboles leñosos altamente ramificados. Puede ser reconocido por el hecho de que tiene ramas cortas además de ramas largas. De hasta 30 m de altura, con una corona más o menos asimétrica y corteza gris y surcada. Sin canales de resina. Hojas simples, de disposición espiralada, y ampliamente espaciadas en largas ramas cerca de las puntas de las ramas, también ampliamente empaquetadas en ramas cortas en los árboles más viejos, con forma de abanico, bilobadas o enteras, deciduas y amarillas brillantes en el otoño, de venación dicotómica. Árboles dioicos, como las cícadas. Los estróbilos de polen del pie masculino crecen en tallos como aguijones, constan en un eje largo central con ramas laterales que llevan cada uno de ellos dos microsporangios y penden, a veces son llamados «conos», pero no poseen estructuras que parezcan esporófilos. Los microsporangios son de dehiscencia longitudinal, liberando los granos de polen. Polen no alado, y esperma móvil, carácter ancestral. Los pies femeninos no llevan «conos». Los óvulos se presentan de a 2, terminales en una larga rama desde los tallos como aguijones, las semillas frecuentemente 1 por rama (el otro óvulo sin madurar a semilla), de unos 2,5 cm de diámetro, con una cubierta externa jugosa (sarcotesta) de olor desagradable, y otra dura interna (sclerotesta). Dentro de esta última está el endosperma de color verde claro y que constituye la parte comestible del «fruto». Está rodeado por una fina envoltura más o menos traslúcida de color pardo-anaranjado; el embrión se sitúa en posición apical. Hay 2 o 3 cotiledones.
Ginkgo es una de las pocas plantas con cromosomas sexuales. Las plantas con óvulos llevan dos cromosomas X, mientras que los individuos estaminados llevan cromosomas XY.

## Ecología

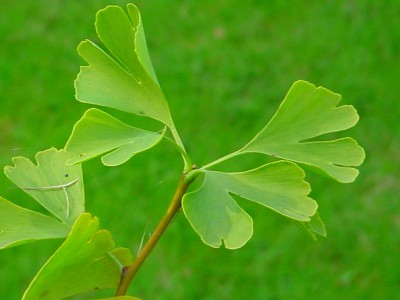
Hojas de Ginkgo biloba

Actualmente limitado a los remotos valles montanos de China, está en peligro de extinción en la naturaleza. Ahora, irónicamente, Ginkgo es un buen árbol de sombra en situaciones urbanas, y ha sido plantado en todo el mundo como un popular árbol en las veredas.
Poco se sabe sobre la ecología de esta especie.
La polinización ocurre por viento en la primavera, pero la fertilización se retrasa por 4-7 meses. El jugo y el olor de la semilla sugiere dispersión por animales, pero los taxones que la dispersan son desconocidos y podrían hoy en día estar extintos.

## Taxonomía y evolución
El grupo ha estado muy diversificado en el pasado, pero en la actualidad solo existe un género (Ginkgo) con una especie (Ginkgo biloba).
Clasificación considerando las especies extintas
- Orden Ginkgoales
  - Género incertae sedis: †Sphenobaiera
  - Familia †Karkeniaceae
  - Familia †Umaltolepidiaceae
  - Familia †Yimaiaceae
  - Familia †Schmeissneriaceae
  - Familia Ginkgoaceae
    - Género †Baieroxylon (especies †Baieroxylon cicatricum, †Baieroxylon chilense, †Baieroxylon implexum, †Baieroxylon rocablanquense, †Baieroxylon schuessleri)
    - Género †Cheirophyllum ( especie Cheirophyllum speculare)
    - Género †Chiropteris ( especies †Chiropteris digitata, †Chiropteris copiapensis, †Chiropteris zeilleri, †Chiropteris barrealensis, †Chiropteris reniformis, †Chiropteris harrisii)
    - Género Ginkgo (especies †Ginkgo adiantoides, †Ginkgo apodes, †Ginkgo beckii, Ginkgo biloba, †Ginkgo bonesii, †Ginkgo chloronoviae, †Ginkgo cranei, †Ginkgo digitata, †Ginkgo diminuta, †Ginkgo dissecta, †Ginkgo gardneri, †Ginkgo ginkgoidea, †Ginkgo gomolitzkyana, †Ginkgo huolinhensis, †Ginkgo huttonii, †Ginkgo jiayinensis, †Ginkgo longifolius, †Ginkgo manchurica, †Ginkgo occidentalis, †Ginkgo oishii, †Ginkgo pilifera, †Ginkgo samylinae, †Ginkgo sertensis, †Ginkgo shiguaiensis, †Ginkgo spitsbergensis, †Ginkgo taipigensis, †Ginkgo tatjanae, †Ginkgo transsenonicus, †Ginkgo tzagajanica, †Ginkgo yimaensis, †Ginkgo wyomingensis)
    - Género †Ginkgoites ( especies †Ginkgoites huttoni, †Ginkgoites acosmia, †Ginkgoites antartica, †Ginkgoites australis, †Ginkgoites myrioneurus, †Ginkgoites patagonica, †Ginkgoites pluripartita, †Ginkgoites obrutschewii, †Ginkgoites tigrensis)
    - Género †Ginkgoïdium ( especies †Ginkgoïdium bifidum, †Ginkgoïdium nathorsti)
    - Género †Ginkgomyeloxylon ( especie †Ginkgomyeloxylon tanzanii)
    - Género †Ginkgopitys ( especie †Ginkgopitys chinense)
    - Género †Phoenicpsis
    - Género †Polyspermophyllum ( especie †Polyspermophylum sergii)
    - Género †Trichopitys ( especie †Trichopitys heteromorpha)

Clasificación según Christenhusz et al. (2011) para la especie viva
La clasificación, según Christenhusz et al. 2011, que también provee una secuencia lineal de las gimnospermas hasta género:
- SUBCLASE II. Ginkgoidae Engl. in H.G.A. Engler & K.A.E. Prantl, Nat. Planzenfam. Nacht.: 341, 1897. Tipo: Ginkgoaceae.
  - ORDEN B. Ginkgoales Gorozh., Lekts. Morf. Sist. Archegon.: 73, 1904. Tipo: Ginkgoaceae.
    - Familia. Ginkgoaceae Engl. en H.G.A. Engler & K.A.E. Prantl, Nat. Pflanzenfam. Nachtr.: 19, 1897, nom. cons. Tipo: Ginkgo L.

1 género, 1 especie viviente, China.
*3.1. Ginkgo L., Mant. 2: 313, 1771. Tipo: G. biloba L. Sinónimos: Salisburia Sm., Trans. Linn. Soc. London 3: 330, 1797, nom. illeg. Tipo: S. adiantifolia Sm. (≡ Ginkgo biloba L.) Pterophyllus J.Nelson, Pinaceae: 163, 1866, nom. illeg., non Lév. (1844, Agaricaceae). Tipo: P. salisburiensis J.Nelson, nom. illeg. (≡ Ginkgo biloba L.)

## Filogenia
Las hojas amplias y deciduas de Ginkgo no son como aquellas de casi todas las demás gimnospermas. La movilidad del esperma, conocida en el resto de las espermatofitas solo en las cícadas, es claramente un carácter primitivo, como lo es la falta de tubos polínicos. El grupo viviente más cercano de Ginkgoaceae es el de las cícadas (ver Clado cícadas + Ginkgo).

## Evolución
La familia tiene un extenso registro fósil, pero hoy en día contiene una única especie viviente. Los primeros representantes de Ginkgo aparecen en el Triásico tardío, hace más de 200 millones de años, y las estructuras reproductivas han cambiado poco en su aspecto general en unos 120 millones de años. Durante el Jurásico temprano, los parientes extinguidos de Ginkgo tuvieron amplia distribución y fueron diversos, consistiendo quizás en 3 familias.

## Importancia económica
Ha sido plantado en todo el mundo como un popular árbol en las veredas de las urbes.